# Yasunobu Matsuoka
Yasunobu Matsuoka (松岡 康暢 Matsuoka Yasunobu?), född 2 maj 1986 i Osaka prefektur, är en japansk före detta fotbollsspelare.
Matsuoka började sin karriär 2005 i Gamba Osaka. 2006 flyttade han till Rosso Kumamoto (Roasso Kumamoto). Han spelade 42 ligamatcher för klubben. Efter Roasso Kumamoto spelade han för V-Varen Nagasaki. Han avslutade karriären 2012.